# Asianidia decolor
Asianidia decolor är en insektsart som först beskrevs av Lindberg 1936.  Asianidia decolor ingår i släktet Asianidia och familjen dvärgstritar. Inga underarter finns listade i Catalogue of Life.